# 辽史
| 中國二十四史 | 中國二十四史   | 中國二十四史 | 中國二十四史 | 中國二十四史 |
| 次序         | 書名           | 作者         | 作者         |              |
| 次序         | 書名           | 姓名         | 時代         |              |
| ------------ | -------------- | ------------ | ------------ | ------------ |
| 1            | 史记           | 司馬遷       | 西漢         |              |
| 2            | 汉书           | 班固         | 東漢         |              |
| 3            | 后汉书         | 范曄         | 劉宋         |              |
| 4            | 三國志         | 陈寿         | 西晋         |              |
| 5            | 晋书           | 房玄龄等     | 唐           |              |
| 6            | 宋书           | 沈约         | 蕭梁         |              |
| 7            | 南齐书         | 萧子显       | 蕭梁         |              |
| 8            | 梁书           | 姚思廉       | 唐           |              |
| 9            | 陈书           | 姚思廉       | 唐           |              |
| 10           | 魏书           | 魏收         | 北齐         |              |
| 11           | 北齐书         | 李百药       | 唐           |              |
| 12           | 周书           | 令狐德棻等   | 唐           |              |
| 13           | 南史           | 李延寿       | 唐           |              |
| 14           | 北史           | 李延寿       | 唐           |              |
| 15           | 隋书           | 魏徵等       | 唐           |              |
| 16           | 旧唐书         | 刘昫等       | 后晋         |              |
| 17           | 新唐书         | 欧阳修等     | 北宋         |              |
| 18           | 旧五代史       | 薛居正等     | 北宋         |              |
| 19           | 新五代史       | 欧阳修       | 北宋         |              |
| 20           | 宋史           | 脱脱等       | 元           |              |
| 21           | 辽史           | 脱脱等       | 元           |              |
| 22           | 金史           | 脱脱等       | 元           |              |
| 23           | 元史           | 宋濂等       | 明           |              |
| 24           | 明史           | 张廷玉等     | 清           |              |
| 相關         | 東觀漢記       | 劉珍等       | 東漢         |              |
| 相關         | 新元史         | 柯劭忞       | 民國         |              |
| 相關         | 清史稿         | 趙爾巽等     | 民國         |              |
| 相關         | 點校本二十四史 | 顧頡剛等     | 共和國       |              |

《辽史》為元朝脱脱等人所撰之纪传体史书，中國古代歷史纪传“二十四史”之一。由元至正三年（1343年）四月開始修撰，翌年（1344年）三月成書。脫脫為都總裁，鐵木兒塔識、賀惟一、張起岩、歐陽玄、揭傒斯、呂思誠為總裁官，廉惠山海牙等為修史官。元修《辽史》共116卷，包括本纪三十卷，志三十二卷，表八，列传四十五，此外还有〈國語解〉一卷。记载上自辽太祖耶律阿保机，下至天祚帝耶律延禧的辽朝历史（907年－1125年），兼及耶律大石所建立之西辽历史（截止于蒙古灭西辽）。至正五年与《金史》同时在江浙、江西二行省刻板印行。

## 成就
金國滅遼之後，兩度纂修《遼史》。皇统年間，耶律固、蕭永祺等修成《辽史》。章宗朝又命黨懷英、陳大任等重修，世稱陳大任《遼史》。然而這两次撰修《辽史》均未刊行。中统二年（1261年）七月，翰林学士王鹗议修辽、金二史；南宋亡后，又议修辽、金、宋三史，又由於“義例”未定，以至“六十餘年，歲月因循”。朝廷屢有修史之議，但均因正朔义例之争而搁置。今版《辽史》則撰成於元朝末年，脱脱任纂修三史的都总裁，决定辽、金、宋“各与正统，各系其年号”，由廉惠山海牙、王沂、徐昺、陈绎曾四人分撰辽史，主要依據辽末耶律俨的《皇朝实录》、陈大任《辽史》及舊題南宋叶隆礼《契丹国志》等史書。至正三年四月至次年三月，前后不到一年時間，《辽史》撰成。
《辽史》雖倉促成書，有些方面頗有特色，例如《百官志》分别记述“北面官”、“南面官”，较好地反映了当时为了适应各民族特点而分别设治的特点。又新创《营卫志》和《兵卫志》记述契丹贵族的政治军事组织。《辽史·食货志》不足四千字，卻如實的記載了契丹国的经济发展历史，“马逐水草，人仰潼酪，挽强财生，以给日用。”到了部落时期，“其富以马，其强以兵，糗粮刍茭，道在是矣”，乃至於辽太祖阿保机“平诸弟之机，弭兵轻赋，专意于农”。
另外《遼史》共有八表，僅次於《史记》和《汉书》，稍稍彌補《遼史》过於簡略的缺点。其中的《游幸》、《部族》、《屬國》三表，是《遼史》創新的體例。

## 缺失
元修遼史，未詳考史料，因此前后重出，史实错误、缺漏和自相矛盾之处甚多。据现代学者考证，辽代首创“契丹、汉”两套修史系统，也是《辽史》材料稀缺的重要原因之一，“汉人史官与辽朝政治中枢可能存在的生疏与隔膜，使得他们可以接触到的信息来源本身即受到限制”。元修《辽史》引于辽金时期辽史文献与元史馆二次修纂的文本，二者之间也有明显差异。羅繼祖《遼史校勘記》序中指出，《遼史》“繆戾非僂指所可計”，例如年号记载多有讹误。另外据现代学者研究证实契丹辽国采双国号制度，曾多次改國號，先称契丹、後称大辽、又称大契丹、又称大辽，《遼史》竟未提及。《辽史》卷89有《杨皙传》，卷97又有《杨绩传》，杨皙與杨绩實為一人兩傳。又如《辽史》卷十八兴宗重熙二年十二月甲寅云：“宋遣章频、李懿、王冲睦、张纬、李維、继一来贺永寿节及来岁正旦。”這裡提到的“李懿”應为李遵懿之误，“王冲睦”为王仲睦之误，“张纬”为张玮之误，簡短的一行敘述居然有三處人名誤植。考《辽史》各〈纪〉、〈志〉、〈传〉相互牴牾处不少，人物有名無姓，或只载称号，而不載姓名。《辽史》也有人物重複的缺失，如帖剌耶、蒲古只也、匝馬葛是一人三名。《辽史·耶律倍传》称耶律稍等“各有传”，但《辽史》並没有“耶律稍传”。
元人修《辽史》一百十六卷，每卷篇幅很短，内容简略，又多有重复。同時期的《宋史》文字大约是《辽史》的十倍。近人冯家昇批评：“《辽史》成书最速，亦以《辽史》为最劣。”但由於耶律俨《实録》和陈大任《辽史》都已失传，元修遼史成了现存唯一的一部官修遼史，具有極高的史料價值。

## 内容

### 元修本
1. 本紀第一 - 太祖上
2. 本紀第二 - 太祖下
3. 本紀第三 - 太宗上
4. 本紀第四 - 太宗下
5. 本紀第五 - 世宗
6. 本紀第六 - 穆宗上
7. 本紀第七 - 穆宗下
8. 本紀第八 - 景宗上
9. 本紀第九 - 景宗下
10. 本紀第十 - 聖宗一
11. 本紀第十一-  聖宗二
12. 本紀第十二 - 聖宗三
13. 本紀第十三 - 聖宗四
14. 本紀第十四 - 聖宗五
15. 本紀第十五 - 聖宗六
16. 本紀第十六 - 聖宗七
17. 本紀第十七 - 聖宗八
18. 本紀第十八 - 興宗一
19. 本紀第十九 - 興宗二
20. 本紀第二十 - 興宗三
21. 本紀第二十一 - 道宗一
22. 本紀第二十二 - 道宗二
23. 本紀第二十三 - 道宗三
24. 本紀第二十四 - 道宗四
25. 本紀第二十五 - 道宗五
26. 本紀第二十六 - - 道宗六
27. 本紀第二十七 - 天祚皇帝一
28. 本紀第二十八 - 天祚皇帝二
29. 本紀第二十九 - 天祚皇帝三
30. 本紀第三十 - 天祚皇帝四

1. 志第一 - 营衛志上
2. 志第二 - 营衛志中
3. 志第三 - 营衛志下
4. 志第四 - 兵衛志上
5. 志第五 - 兵衛志中
6. 志第六 - 兵衛志下
7. 志第七 - 地理志一
8. 志第八 - 地理志二
9. 志第九 - 地理志三
10. 志第十 - 地理志四
11. 志第十一 - 地理志五
12. 志第十二 - 历象志上
13. 志第十三 - 历象志中
14. 志第十四 - 历象志下
15. 志第十五 - 百官志一
16. 志第十六 - 百官志二
17. 志第十七上 - 百官志三
18. 志第十七下 - 百官志四
19. 志第十八 - 礼志一
20. 志第十九 - 礼志二
21. 志第二十 - 礼志三、礼志四
22. 志第二十一 - 礼志五
23. 志第二十二 - 礼志六
24. 志第二十三 - 乐志
25. 志第二十四 - 儀衛志一
26. 志第二十五 - 儀衛志二
27. 志第二十六 - 儀衛志三
28. 志第二十七 - 儀衛志四
29. 志第二十八 - 食貨上
30. 志第二十九 - 食貨下
31. 志第三十 - 刑法上
32. 志第三十一 - 刑法下

1. 表第一 - 世表
2. 表第二 - 皇子表
3. 表第三 - 公主表
4. 表第四 - 皇族表
5. 表第五 - 外戚表
6. 表第六 - 遊幸表
7. 表第七 - 部族表
8. 表第八 - 属国表

1. 列傳第一 后妃 - 肅祖昭烈皇后蕭氏・懿祖庄敬皇后蕭氏・玄祖簡献皇后蕭氏・德祖宣簡皇后蕭氏・太祖淳欽皇后述律氏・太宗靖安皇后蕭氏・世宗怀節皇后蕭氏・世宗妃甄氏・穆宗皇后蕭氏・景宗睿智皇后蕭氏・聖宗仁德皇后蕭氏・聖宗欽哀皇后蕭氏・興宗仁懿皇后蕭氏・興宗貴妃蕭氏・道宗宣懿皇后蕭氏・道宗惠妃蕭氏・天祚皇后蕭氏・天祚德妃蕭氏・天祚文妃蕭氏・天祚元妃蕭氏
2. 列傳第二 宗室 - 義宗倍・章肅皇帝李胡・順宗濬・晋王敖盧斡
3. 列傳第三 - 耶律曷鲁・蕭敵魯・耶律斜涅赤・耶律欲穩・耶律海里
4. 列傳第四 - 耶律敵剌・蕭痕篤・康默記・康延壽・韓延徽・韩知古
5. 列傳第五 - 耶律覿烈・耶律鐸臻・王郁・耶律图魯窘
6. 列傳第六 - 耶律解里・耶律拔里得・耶律朔古・耶律魯不古・趙延寿・高模翰・趙思温・耶律漚里思・张砺
7. 列傳第七 - 耶律屋質・耶律吼・耶律安摶・耶律洼・耶律頽昱・耶律撻烈
8. 列傳第八 - 耶律夷臘葛・蕭海瓈・蕭護思・蕭思温・蕭繼先
9. 列傳第九 -  室昉・耶律賢適・女里・郭襲・耶律阿没里
10. 列傳第十 -  張俭・邢抱朴・馬得臣・蕭朴・耶律八哥
11. 列傳第十一 - 耶律室魯・王繼忠・蕭孝忠・陳昭袞・蕭合卓
12. 列傳第十二 - 耶律隆運・耶律勃古哲・蕭陽阿・武白・蕭常哥・耶律虎古
13. 列傳第十三 - 耶律休哥・耶律斜轸・耶律奚低・耶律學古
14. 列傳第十四 - 耶律沙・耶律抹只・蕭幹・耶律善补・耶律海里
15. 列傳第十五 - 蕭撻凜・蕭觀音奴・耶律題子・耶律諧理・耶律奴瓜・蕭柳・高勳・奚和朔奴・蕭塔列葛・耶律撒合
16. 列傳第十六 - 耶律合住・劉景・劉六符・耶律褭履・牛温舒・杜防・蕭和尚・耶律合里只・耶律頗的
17. 列傳第十七 - 蕭孝穆・蕭蒲奴・耶律蒲古・夏行美
18. 列傳第十八 -  蕭敵烈・耶律盆奴・蕭排押・耶律資忠・耶律瑤質・耶律弘古・高正・耶律的琭・大康乂
19. 列傳第十九 - 耶律庶成・楊皙・耶律韓留・楊佶・耶律和尚
20. 列傳第二十 - 蕭阿剌・耶律義先・蕭陶隗・蕭塔剌葛・耶律敵禄
21. 列傳第二十一 - 耶律韓八・耶律唐古・蕭朮哲・耶律玦・耶律僕里篤
22. 列傳第二十二 - 蕭奪剌・蕭普達・耶律侯哂・耶律古昱・耶律獨攧・蕭韓家・蕭烏野
23. 列傳第二十三 - 蕭惠・蕭迂魯・蕭图玉・耶律鐸軫
24. 列傳第二十四 - 耶律化哥・耶律斡臘・耶律速撒・蕭阿魯带・耶律那也・耶律何魯掃古・耶律世良
25. 列傳第二十五 - 耶律弘古・耶律馬六・蕭滴冽・耶律適禄・耶律陳家奴・耶律特麼・耶律仙童・蕭素颯・耶律大悲奴
26. 列傳第二十六 - 耶律仁先・耶律良・蕭韓家奴・蕭德・蕭惟信・蕭樂音奴・耶律敵烈・姚景行・耶律阿思
27. 列傳第二十七 - 耶律斡特剌・孩里・竇景庸・耶律引吉・楊績・趙徽・王观・耶律喜孫
28. 列傳第二十八 - 蕭兀納・耶律儼・耶律仲禧・劉伸・耶律胡呂
29. 列傳第二十九 - 蕭岩寿・耶律撒剌・蕭速撒・耶律撻不也・蕭撻不也・蕭忽古・耶律石柳
30. 列傳第三十 - 耶律棠古・蕭得里底・蕭酬斡・耶律章奴・耶律朮者
31. 列傳第三十一 - 蕭陶蘇斡・耶律阿息保・蕭乙薛・蕭胡篤
32. 列傳第三十二 - 蕭奉先・蕭嗣先・李處温・張琳・耶律余覩
33. 列傳第三十三 文學上 - 蕭韓家奴・李澣
34. 列傳第三十四 文學下 - 王鼎・耶律昭・劉輝・耶律孟簡・耶律谷欲
35. 列傳第三十五 能吏 - 大公鼎、蕭文、馬人望、耶律鐸魯斡、楊遵勖、王棠
36. 列傳第三十六 卓行 - 蕭劄剌、耶律官奴、蕭蒲離不
37. 列傳第三十七 列女 - 邢簡妻陳氏、耶律氏、常哥耶律奴妻蕭氏、耶律朮者妻蕭氏、耶律中妻蕭氏
38. 列傳第三十八 方技 - 直魯古、王白、魏璘、耶律敵魯、耶律乙不哥
39. 列傳第三十九 伶官 宦官 - 羅衣輕、王繼恩、趙安仁
40. 列傳第四十 姦臣上 - 耶律乙辛・張孝傑・耶律燕哥・蕭十三
41. 列傳第四十一 姦臣下 - 蕭余里也・耶律合魯・蕭得裏特・蕭訛都斡・蕭達魯古・耶律塔不也・蕭圖古辭
42. 列傳第四十二 逆臣上 - 耶律轄底・耶律察割・耶律婁國・耶律重元・耶律滑哥
43. 列傳第四十三 逆臣中 - 蕭翰・耶律牒蠟・耶律朗・耶律劉哥・耶律海思・耶律敵獵・蕭革
44. 列傳第四十四 逆臣下 - 蕭胡覩・蕭迭里得・古迭・耶律撒剌竹・奚回離保・蕭特烈
45. 列傳第四十五 二国外記 - 高麗・西夏

1. 國語解

《辽史》有《国语解》一卷，二十四史中僅《辽史》、《金史》特有《国语解》。《辽史》的《国语解》解釋了遼國關於姓氏、地名、职官的來龍去脈，例如“夷离堇”为统军马大官，後改为大王。《国语解》也解釋了耶律氏、萧氏起源。《四库全书總目提要》稱《国语解》：“惟《国语解》一卷，仿古人音义之意，其例甚善。”
赵翼对《元史》无《国语解》表示遗憾，他说：“《金史》有《国语解》，译出女真语，令人易解。《元史》无之。且金官纯用汉名，元则有仍其本俗之名者，益难识别。今就纪传所载，可以注释者列之。”

### 陳述補注本
下畫線者為陳述增補。
1. 卷001 本紀第一 - 太祖上
2. 卷002 本紀第二 - 太祖下
3. 卷003 本紀第三 - 太宗上
4. 卷004 本紀第四 - 太宗下
5. 卷005 本紀第五 - 世宗
6. 卷006 本紀第六 - 穆宗上
7. 卷007 本紀第七 - 穆宗下
8. 卷008 本紀第八 - 景宗上
9. 卷009 本紀第九 - 景宗下
10. 卷010 本紀第十 - 聖宗一
11. 卷011 本紀第十一-  聖宗二
12. 卷012 本紀第十二 - 聖宗三
13. 卷013 本紀第十三 - 聖宗四
14. 卷014 本紀第十四 - 聖宗五
15. 卷015 本紀第十五 - 聖宗六
16. 卷016 本紀第十六 - 聖宗七
17. 卷017 本紀第十七 - 聖宗八
18. 卷018 本紀第十八 - 興宗一
19. 卷019 本紀第十九 - 興宗二
20. 卷020 本紀第二十 - 興宗三
21. 卷021 本紀第二十一 - 道宗一
22. 卷022 本紀第二十二 - 道宗二
23. 卷023 本紀第二十三 - 道宗三
24. 卷024 本紀第二十四 - 道宗四
25. 卷025 本紀第二十五 - 道宗五
26. 卷026 本紀第二十六 - - 道宗六
27. 卷027 本紀第二十七 - 天祚皇帝一
28. 卷028 本紀第二十八 - 天祚皇帝二
29. 卷029 本紀第二十九 - 天祚皇帝三
30. 卷030 本紀第三十 - 天祚皇帝四

1. 卷031 志第一 - 營衛志上 - 宮衛著帳郎君、著帳戶
2. 卷032 志第二 - 營衛志中 - 行營・部族上
3. 卷033 志第三 - 營衛志下 - 部族下
4. 卷034 志第四 - 兵衛志上 - 兵制
5. 卷035 志第五 - 兵衛志中 - 御帳親軍・宮衛騎軍・大首領部族軍・眾部族軍
6. 卷036 志第六 - 兵衛志下 - 五京鄉丁・屬國軍・邊境戌兵
7. 卷037 志第七 - 地理志一 - 上京道頭下軍州・邊防城
8. 卷038 志第八 - 地理志二 - 東京道
9. 卷039 志第九 - 地理志三 - 中京道
10. 卷040 志第十 - 地理志四 - 南京道
11. 卷041 志第十一 - 地理志五 - 西京道
12. 卷042 志第十二 - 曆象志上 - 曆
13. 卷043 志第十三 - 曆象志中 - 閏考
14. 卷044 志第十四 - 曆象志下 - 朔考・象・刻漏・官星
15. 卷045 志第十五 - 百官志一 - 北面北面朝官・北面御帳官・北面著帳官・北面皇族帳官・北面諸帳官・北面宮官
16. 卷046 志第十六 - 百官志二 - 北面部族官・北面坊場局冶牧廄等官・北面軍官・北面邊防官・北面行軍官・北面屬國官・北面部族官・北面部族官
17. 卷047 志第十七上 - 百官志三 - 南面南面朝官・南面宮官
18. 卷048 志第十七下 - 百官志四 - 南面京官・南面大蕃府官・南面方州官・南面分司官・南面財賦官・南面邊防官・文散官・勳・爵・女封
19. 卷049 志第十八 - 禮志一 - 吉儀
20. 卷050 志第十九 - 禮志二 - 凶儀
21. 卷051 志第二十 - 禮志三 - 軍儀 禮志四 - 賓儀
22. 卷052 志第二十一 - 禮志五 - 嘉儀上
23. 卷053 志第二十二 - 禮志六 - 嘉儀下
24. 卷054 志第二十三 - 樂志 - 國樂・諸國樂・雅樂・大樂・散樂・鼓吹樂・橫吹樂
25. 卷055 志第二十四 - 儀衛志一 - 輿服國輿・漢輿
26. 卷056 志第二十五 - 儀衛志二 - 國服・漢服
27. 卷057 志第二十六 - 儀衛志三 - 符印印・符契
28. 卷058 志第二十七 - 儀衛志四 - 儀仗國仗・渤海仗・漢仗・鹵簿儀仗人數馬匹
29. 卷059 志第二十八 - 食貨志上 -
30. 卷060 志第二十九 - 食貨志下 -
31. 卷061 志第三十 - 刑法志上 -
32. 卷062 志第三十一 - 刑法志下 選舉志 藝文志

1. 卷063 表第一 - 世表
2. 卷064 表第二 - 皇子表
3. 卷065 表第三 - 公主表
4. 卷066 表第四 - 皇族表
5. 卷067 表第五 - 外戚表
6. 卷068 表第六 - 遊幸表
7. 卷069 表第七 - 部族表
8. 卷070 表第八 - 屬國表

1. 卷071 列傳第一 后妃 - 肅祖昭烈皇后蕭氏・懿祖庄敬皇后蕭氏・玄祖簡献皇后蕭氏・德祖宣簡皇后蕭氏・太祖淳欽皇后述律氏・太宗靖安皇后蕭氏・世宗懷節皇后蕭氏・世宗妃甄氏・穆宗皇后蕭氏・景宗睿智皇后蕭氏・聖宗仁德皇后蕭氏・聖宗欽哀皇后蕭氏・聖宗德妃蕭氏・聖宗芳儀李氏・興宗仁懿皇后蕭氏・興宗貴妃蕭氏・道宗宣懿皇后蕭氏・道宗惠妃蕭氏・天祚皇后蕭氏・天祚德妃蕭氏・天祚文妃蕭氏・天祚元妃蕭氏
2. 卷072 列傳第二 宗室上 - 義宗倍子平王隆先、晉王道隱・章肅皇帝李胡子宋王喜隱・順宗濬・晋王敖盧斡 宗室下 - 釋魯・剌葛・迭剌・寅底石・安端・蘇・牙里果・罨撒葛・只沒・隆慶子查葛・子宗允・隆裕子貼不・和魯斡
3. 卷073 列傳第三 - 耶律曷魯・蕭敵魯子阿古只・耶律斜涅赤侄老古、頗德・耶律欲穩・耶律海里・蕭室魯
4. 卷074 列傳第四 - 耶律敵剌・蕭痕篤・康默記孫延壽・韓延徽子德樞・德樞孫紹勳、紹芳・紹芳孫資讓・德樞孫紹雍・韓知古子匡嗣・孫德源、德凝（孫瑜・子匡胤）・賈去疑・陳萬・劉存規・劉承嗣
5. 卷075 列傳第五 - 耶律覿烈弟羽之・耶律鐸臻弟古、突呂不・王郁・耶律圖魯窘・盧文進
6. 卷076 列傳第六 - 耶律解里・耶律拔里得・耶律朔古・耶律魯不古・趙延壽子匡贊・高模翰・耿崇美・趙思溫孫匡禹・耶律漚里思・張礪・張建立・張諫・劉晞子珂・王敦裕・崔廷勳
7. 卷077 列傳第七 - 耶律屋質・耶律吼子何魯不・耶律安摶・耶律洼・耶律頽昱・耶律撻烈
8. 卷078 列傳第八 - 耶律夷臘葛・蕭海瓈・蕭護思・蕭思溫・蕭繼先・劉繼文・盧俊
9. 卷079 列傳第九 -  室昉・耶律賢適・女里・郭襲・耶律阿沒里・王裕・李內貞・姚漢英
10. 卷080 列傳第十 -  張儉・邢抱朴・馬得臣・蕭朴・耶律八哥・常遵化・宋匡世・蕭僅・韓知白
11. 卷081 列傳第十一 - 耶律室魯子歐里思・王繼忠・蕭孝忠・陳昭袞・蕭合卓
12. 卷082 列傳第十二 - 耶律隆運弟德威・德威弟滌魯・侄制心・耶律勃古哲・武白・耶律虎古子磨魯古・康昭裔・馮從順・李知順
13. 卷083 列傳第十三 - 耶律休哥子馬哥・耶律斜軫・耶律奚低・耶律学古弟烏不呂・梁文規子廷嗣
14. 卷084 列傳第十四 - 耶律沙・耶律抹只・蕭幹侄討古・耶律善補・耶律海里
15. 卷085 列傳第十五 - 蕭撻凜子慥古・蕭觀音奴・耶律題子・耶律諧理・耶律奴瓜・蕭柳・高勳・奚和朔奴・蕭塔列葛・耶律撒合・耿延毅・韓橁・耶律延寧・王說・馬保忠・王鄰
16. 卷086 列傳第十六 - 耶律合住・劉景・劉六符・耶律褭履・牛溫舒・杜防・蕭和尚弟特末・耶律合里只・耶律頗的
17. 卷087 列傳第十七 - 蕭孝穆子撒八・弟孝先、孝友・蕭蒲奴・耶律蒲古・夏行美
18. 卷088 列傳第十八 -  蕭敵烈弟拔剌・耶律盆奴・蕭排押弟恒德・恒德子匹敵・耶律元寧・耶律資忠・耶律瑤質・耶律弘古・高正・耶律的琭・大康乂・董匡信子庠
19. 卷089 列傳第十九 - 耶律庶成弟庶箴・庶箴子蒲魯・楊皙・耶律韓留・楊佶・耶律和尚・張思忠
20. 卷090 列傳第二十 - 蕭阿剌・別里剌・耶律義先弟信先・蕭陶隗・蕭塔剌葛・耶律敵祿
21. 卷091 列傳第二十一 - 耶律韓八・耶律唐古・蕭朮哲侄藥師奴・耶律玦・耶律僕里篤
22. 卷092 列傳第二十二 - 蕭奪剌・蕭普達・耶律侯哂・耶律古昱・耶律獨攧・蕭韓家・蕭烏野
23. 卷093 列傳第二十三 - 蕭惠子慈氏奴・蕭迂魯弟鐸盧斡・蕭圖玉・耶律鐸軫・蕭袍魯・陳覺・白萬德
24. 卷094 列傳第二十四 - 耶律化哥・耶律斡臘・耶律速撒・蕭阿魯帶・耶律那也・耶律何魯掃古・耶律世良・王澤子紀、綱・孫安裔・韓資道
25. 卷095 列傳第二十五 - 耶律弘古・耶律馬六・蕭滴冽・耶律適祿・耶律陳家奴・耶律特麼・耶律仙童・蕭素颯・耶律大悲奴・耶律万辛
26. 卷096 列傳第二十六 - 耶律仁先子撻不也・耶律良・蕭韓家奴・蕭德・蕭惟信・蕭樂音奴・耶律敵烈・姚景行・耶律阿思・劉雲・賈師訓・鄧中舉
27. 卷097 列傳第二十七 - 耶律斡特剌・孩里・竇景庸・耶律引吉・楊績・趙徽・王觀・耶律喜孫・王師儒
28. 卷098 列傳第二十八 - 蕭兀納・耶律儼・劉伸・耶律胡呂・耶律固・梁援・尚暐・高為裘子澤
29. 卷099 列傳第二十九 - 蕭巖壽・耶律撒剌・蕭速撒・耶律撻不也・蕭撻不也・蕭忽古・耶律石柳・王士方・蕭常哥・蕭陽阿・甯鑑・張世卿
30. 卷100 列傳第三十 - 耶律棠古・蕭得里底・蕭酬斡・耶律習涅・耶律弘義・耶律章奴・耶律朮者・趙孝嚴・史洵直・張衍
31. 卷101 列傳第三十一 - 蕭陶蘇斡・耶律阿息保・蕭乙薛・蕭胡篤・耶律劭・馬直溫
32. 卷102 列傳第三十二 - 蕭奉先・蕭嗣先・李處溫・張琳・耶律余覩
33. 卷103 列傳第三十三 文學上 - 蕭韓家奴・李澣・劉績・王正・李仲宣・宋璋・楊丘文・南抃
34. 卷104 列傳第三十四 文學下 - 王鼎・耶律昭・劉輝・耶律孟簡・耶律谷欲・行均・希麟・思孝・法悟・道㲀・非濁・覺苑・了洙・詮明・德雲・鮮演
35. 卷105 列傳第三十五 能吏 - 大公鼎・蕭文・馬人望・耶律鐸魯斡・楊遵勗・張績・劉瑤・王棠
36. 卷106 列傳第三十六 卓行 - 蕭札剌・耶律官奴・蕭蒲離不・唐中和・張潛・王守璘・姚璹・和尚弟道溫・韓慶民・孟初
37. 卷107 列傳第三十七 列女 - 邢簡妻陳氏・秦晉國妃蕭氏・耶律氏常哥・耶律奴妻蕭氏・耶律朮者妻蕭氏・耶律中妻蕭氏・耶律南仙・蕭麗真・馬直溫妻張館
38. 卷108 列傳第三十八 方技 - 直魯古・鄧延貞・王白・魏璘・耶律敵魯・耶律乙不哥・劉鑾・陳・蕭瀜・常思言・吳九州・樂先生・孔致和 方外 - 法圓・智辛・守常・非覺・法均・志智・惟脤・通理大師・悟空・崇昱・正慧・玄樞・等偉・清睿・劉海蟾
39. 卷109 列傳第三十九 伶官 - 羅衣輕・王稅輕 宦官 - 王繼恩・趙安仁
40. 卷110 列傳第四十 姦臣上 - 耶律乙辛・張孝傑・耶律燕哥・蕭十三
41. 卷111 列傳第四十一 姦臣下 - 蕭余里也・耶律合魯・蕭得裏特・蕭訛都斡・蕭達魯古・耶律塔不也・蕭圖古辭
42. 卷112 列傳第四十二 逆臣上 - 耶律轄底子迭里特・耶律察割・耶律婁國・耶律重元子涅魯古・耶律滑哥
43. 卷113 列傳第四十三 逆臣中 - 蕭翰・耶律牒蠟・耶律朗・耶律劉哥弟盆都・耶律海思・耶律敵獵・蕭革
44. 卷114 列傳第四十四 逆臣下 - 蕭胡覩・蕭迭里得・古迭・耶律撒剌竹・奚回離保・蕭特烈
45. 卷115 列傳第四十五 二國外記 - 高麗・西夏

1. 卷116 國語解 國語解補

## 補編
後人據相關史料補作志表，補志方面，有宋人葉隆禮《遼志》1卷，張亮采《補遼史交聘表》5卷，黃任恆《補遼史藝文志》1卷，繆荃孫《遼藝文志》1卷；補表方面，有清人萬斯同《遼諸帝統系圖》1卷、《遼大臣年表》1卷，汪遠孫《遼史紀年表》1卷、《西遼紀年表》1卷，近人吳廷燮《遼方鎭年表》1卷；考証注釋方面，有清人丁謙《遼史各外國地理考證》1卷，王仁俊《遼史藝文志補證》1卷，丁謙《西遼立國本末考》1卷，李慎儒《遼史地理志考》5卷，厲鶚《遼史拾遺》24卷，楊復吉《遼史拾遺補》5卷，近人陳漢章《遼史索隱》8卷、陳述《遼史補注》10冊、趙振績《遼史長箋》10冊。

## 延伸阅读
[在维基数据编辑]
 在维基文库阅读本作品原文（ 在维基共享资源阅览影像）
 《遼史 (四庫全書本)》
 《欽定古今圖書集成·理學彙編·經籍典·遼史部》，出自陈梦雷《古今圖書集成》
 《欽定古今圖書集成·理學彙編·經籍典·遼金宋三史部》，出自陈梦雷《古今圖書集成》